# Elattogarypus cicatricosus
Elattogarypus cicatricosus är en spindeldjursart som beskrevs av Volker Mahnert 2007. Elattogarypus cicatricosus ingår i släktet Elattogarypus och familjen gammelekklokrypare. Inga underarter finns listade i Catalogue of Life.